# 天使门

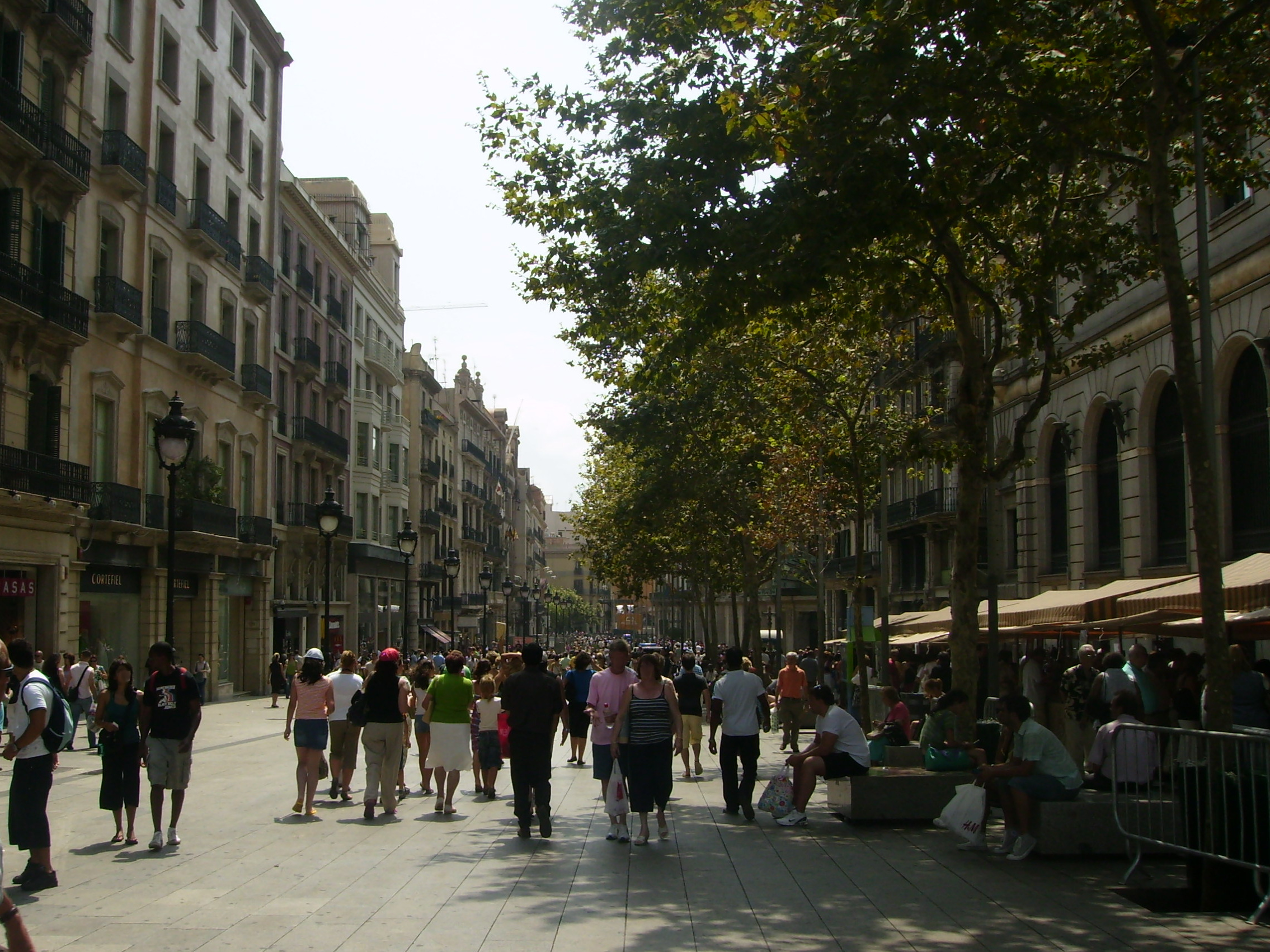
天使门

天使门（Portal de l'Àngel）是巴塞罗那旧城区的一条步行街，靠近加泰罗尼亚广场，为从对角线大道到哥特区的大型购物区的一部分。这是该市访问人数最多的街道之一，在一年中任何时间，总是挤满了游客。
天使门是巴塞罗那最昂贵的地区之一，在2005年租金高达每平方米180欧元，为西班牙第二昂贵的街道，仅次于马德里的珍宝街（Calle Preciados）。巴塞罗那煤气公司的总部最近从天使门迁往巴塞罗尼塔新建的摩天大楼。
在这条街上有巨大的英国裁缝百货公司（El Corte Inglés），对面的建筑外墙有一个巨型温度计。还有其他国际购物品牌，如ZARA，MASSIMO DUTTI，和贝纳通。

## 交通
- 加泰罗尼亚地铁站：巴塞罗那地铁1号线、3号线、6号线、7号线。